# Brumunddal

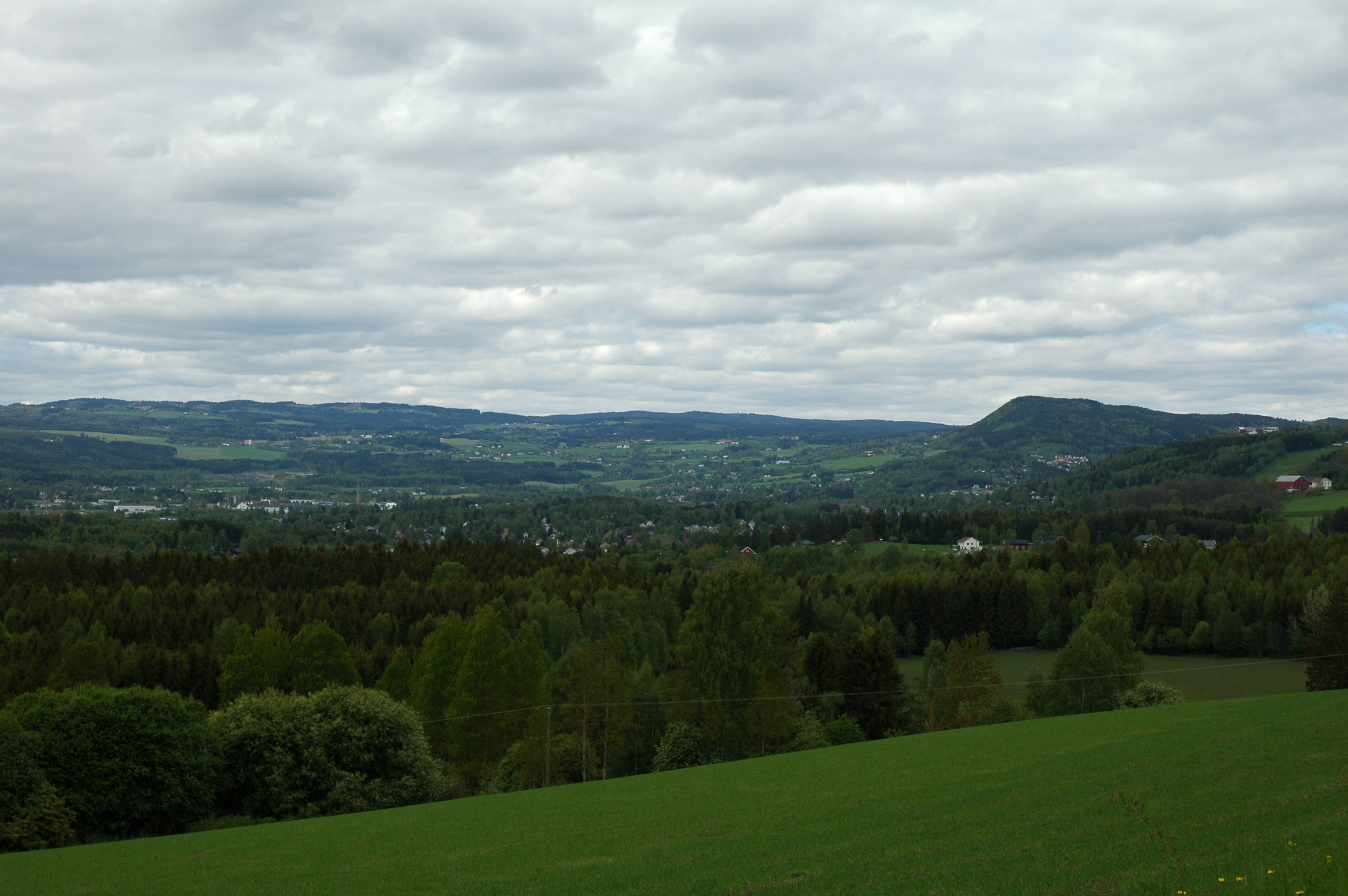
Brumunddal visto desde el sur

Brumunddal, llamada popularmente «Dala», es la localidad más grande del municipio de Ringsaker, en el condado de Hedmark, Noruega. Su población en 2014 era de 9376 habitantes.
Es una zona pequeña y densamente poblada, rodeada de campos y granjas, en la costa este del lago Mjøsa, el más grande de Noruega. Las colinas de Veldre ofrecen vistas del lago y el valle. La ciudad se encuentra en la desembocadura del río Brumunda, a unos pocos kilómetros al norte de Hamar.
Las industrias más importantes son la agricultura, el refino de mineral y el turismo. 